# Raia (unitate administrativă)

Raialele turcești din zona Principatelor Române (secolele XVII-XVIII)

Raiaua a fost o unitate administrativă, teritoriu ocupat și administrat direct de autoritățile militare turcești din cadrul principatelor medievale ale Țării Românești și Moldovei. Spre deosebire de Principate, care și-au păstrat autonomia internă sub suzeranitate otomană, raialele erau totalmente sub control otoman și, deși aveau o populație în principal creștină, erau conduse în conformitate cu legea otomană. Termenul provine de la rayah, un nume generic pentru supușii creștini ai Imperiului Otoman. 
O raia consta dintr-o cetate importantă și hinterlandul adiacent, care, în general, forma o kaza (diviziune administrativă) în sistemul administrativ otoman. În Țara Românească, raialele erau situate pe malul nordic al Dunării, în jurul cetăților Turnu, Giurgiu și Brăila, pe când în Moldova erau situate la granița de est, în jurul cetăților Chilia, Cetatea Albă, Tighina și Hotin. Teritoriile cu statut de „raia” din Moldova au fost ocupate de Armata Țaristă și anexate Imperiului Rus în 1812, în timp ce teritoriile similare din Muntenia au fost returnate principatului în 1829 prin Tratatul de la Adrianopol.

## Vezi și
- Pașalâc
- Sangeac